# Rhodothemis nigripes
Rhodothemis nigripes là loài chuồn chuồn trong họ Libellulidae. Loài này được Lohmann mô tả khoa học đầu tiên năm 1984.